# 15. бихаћка лака пјешадијска бригада
Петнаеста бихаћка лака пјешадијска бригада је била пјешадијска јединица Војске Републике Српске у саставу Другог крајишког корпуса. Зона одговорности ове јединице је била територија Српске општине Бихаћ, која је у периоду Одбрамбено-отаџбинског рата била у саставу Републике Српске.

## Састав и наоружање
Бригада је основана крајем маја 1992. Попуна људством извршена је са територије општине Бихаћ од припадника српске националности, а материјално-техничким средствима од Територијалне одбране, првенствено из магацина Рачић и делом од јединица 10. корпуса ЈНА који је био стациониран у Бихаћу.
У састав бригаде улазила је команда, команда стана, вод везе, извиђачки вод, вод војне полиције, одељење АБХО, три пешадијска батаљона, батерија минобацача 120 мм, противоклопни вод, инжењеријски вод, лаки артиљеријски вод ПВО и позадинска чета. Попуна бригаде људством представљала је проблем за све време трајања рата јер су породице, а тиме и војни обвезници, били расељени изван матичне територије.

## Ратни пут
Након распуштања касарне "27. јули" у Бихаћу, и повлачења ЈНА, из овог града, српски народ је остао незаштићен почетком рата у Босни. Маја мјесеца 1992. године, Срби из Бихаћа се повлаче у насеље Рипач, гдје формирају Српску општину Бихаћ.
Бригада се бранила на правцу који из Бихаћа изводи у Петровачко поље, најчешће у зони од Приточког Грабежа до границе са Републиком Српском Крајином. После повлачења из зоне одбране, од половине септембра месеца 1995. године до краја рата, бригада је била ангажована у саставу снага на правцу Сански Мост – Кључ.
Бригада се током свих ратних година борила само против 5. корпуса Армије БиХ.

## Послератни пут
Српска општина Бихаћ је престала да постоји потписивањем Дејтонског мировног споразума, па је и 15. пјешадијска бригада, укинута.